# Llista d'empreses privades de vol espacial
A continuació trobareu una llista d'entitats no-governamentals que actualment ofereixen - o planegen oferir - equips i serveis orientats al vol espacial, tant per al tripulat com el robòtic.
| Llista d'abreviatures utilitzades en aquest article |
| --- |
| LEO: Òrbita terrestre baixa de l'anglès: Low Earth orbit GTO: Òrbita de transferència geoestacionaria de l'anglès: Geostationary transfer orbit VTOL: Enlairament i aterratge vertical de l'anglès: Vertical take-off and landing SSTO: Òrbita en una fase de l'anglès: Single-stage-to-orbit TSTO: Òrbita en dos fases de l'anglès: Two-stage-to-orbit SSTSO: Subòrbita en una fase de l'anglès: Single-stage-to-sub-orbit |

## Fabricants de vehicles espacials

### Vehicles de transport de tripulació i càrrega
| Nom de l'empresa                                            | Nom del vehicle                 | Tipus de vehicle | Nom Llançador         | Tipus Llançador       | Altitud Màxima                               | Capacitat Passatgers | Estat del vehicle  | Notes                                                                |
| ----------------------------------------------------------- | ------------------------------- | ---------------- | --------------------- | --------------------- | -------------------------------------------- | -------------------- | ------------------ | -------------------------------------------------------------------- |
| ARCA                                                        | Haas 2b                         | càpsula          | Haas 2b               | coet                  | subòrbita                                    | 2                    | en desenvolupament | [ 1 ]                                                                |
| ARCA                                                        | Super Haas                      | càpsula          | Super Haas            | coet                  | òrbita                                       | 2                    | en desenvolupament | [ 2 ]                                                                |
| Armadillo Aerospace                                         | Black Armadillo                 | coet             | autopropulsat         | autopropulsat         | subòrbita                                    | 1-3                  | en proves          | [ 3 ]                                                                |
| Bigelow Aerospace i Boeing                                  | CST-100                         | càpsula          | Atlas V               | coet                  | LEO                                          | 7                    | en proves          | El primer ús està planejat pel 2015                                  |
| Bigelow Aerospace i Lockheed Martin                         | Orion Lite                      | càpsula          | Falcon 9              | coet                  | LEO                                          | 6-7                  | cancel·lat         | [ 6 ]                                                                |
| Blue Origin                                                 | New Shepard                     | coet             | autopropulsat (SSTSO) | autopropulsat (SSTSO) | subòrbita                                    | 3                    | en proves          | [ 7 ]                                                                |
| Copenhagen Suborbitals                                      | Tycho Brahe                     | coet             | autopropulsat         | autopropulsat         | subòrbita                                    | 1                    | en proves          | [ 8 ]                                                                |
| EADS Astrium                                                | nau sense nom                   | avió espacial    | autopropulsat (SSTSO) | autopropulsat (SSTSO) | subòrbita                                    | 4                    | en desenvolupament | [ 9 ]                                                                |
| Excalibur Almaz                                             | Derivatiu TKS                   | càpsula          | múltiple              | coet                  | LEO                                          | 3                    | en desenvolupament | [ 10 ] [ 11 ]                                                        |
| da Vinci Project                                            | Wild Fire                       | càpsula          | -                     | globus                | subòrbita                                    | 3                    | cancel·lat         | [ 12 ]                                                               |
| Interorbital Systems                                        | Solaris X                       | càpsula          | autopropulsat (SSTSO) | autopropulsat (SSTSO) | subòrbita                                    | 6                    | cancel·lat         | [ 13 ]                                                               |
| Interorbital Systems                                        | Crew Module                     | càpsula          | Neptune TSAAHTO       | coet                  | òrbita lunar                                 | 6                    | en desenvolupament | [ 14 ]                                                               |
| Japanese Rocket Society                                     | Kankoh-maru                     | coet             | autopropulsat (SSTO)  | autopropulsat (SSTO)  | LEO                                          | 50                   | proposat           | Necessiten patrocinadors                                             |
| Orbital Sciences Corp.                                      | Cygnus                          | càpsula          | Antares               | coet                  | LEO                                          | -                    | en desenvolupament | Primer ús previst per 2012                                           |
| Orbital Sciences Corp.                                      | Prometheus                      | avió espacial    | Atlas V               | coet                  | LEO                                          | 4                    | en desenvolupament | El desenvolupament està en cas d'absència per no rebre fons de CCDev |
| PlanetSpace                                                 | Canadian Arrow                  | coet             | autopropulsat         | autopropulsat         | subòrbita                                    | 3                    | en proves          |                                                                      |
| PlanetSpace                                                 | Silver Dart                     | avió espacial    | Canadian Arrow        | coet                  | LEO                                          | 8                    | en desenvolupament | [ 17 ]                                                               |
| Reaction Engines Ltd.                                       | HOTOL                           | avió espacial    | autopropulsat (SSTO)  | autopropulsat (SSTO)  | LEO                                          | -                    | cancel·lat         | [ 18 ]                                                               |
| Reaction Engines Ltd.                                       | HOTOL 2                         | avió espacial    | An 225                | avió                  | LEO                                          | -                    | proposat           | [ 19 ]                                                               |
| Reaction Engines Ltd.                                       | Skylon                          | avió espacial    | autopropulsat (SSTO)  | autopropulsat (SSTO)  | LEO                                          | 5-20                 | en desenvolupament | [ 19 ]                                                               |
| rocketplane Kistler                                         | K-1                             | coet             | autopropulsat (TSTO)  | autopropulsat (TSTO)  | LEO                                          | -                    | cancel·lat         | [ 20 ] [ 21 ]                                                        |
| rocketplane Kistler                                         | rocketplane XP                  | avió espacial    | autopropulsat (SSTSO) | autopropulsat (SSTSO) | subòrbita                                    | 6                    | cancel·lat         | [ 22 ] [ 21 ]                                                        |
| Rotary rocket                                               | Roton                           | coet             | autopropulsat (SSTO)  | autopropulsat (SSTO)  | LEO                                          | 2                    | cancel·lat         | [ 23 ]                                                               |
| Scaled Composites i Virgin Galactic (The Spaceship Company) | SpaceShipOne                    | avió espacial    | WhiteKnightOne        | avió                  | subòrbita                                    | 2                    | retirat (3/3)      | [ 24 ]                                                               |
| Scaled Composites i Virgin Galactic (The Spaceship Company) | SpaceShipTwo                    | avió espacial    | WhiteKnightTwo        | avió                  | subòrbita                                    | 8                    | en proves          | [ 25 ]                                                               |
| Scaled Composites i Virgin Galactic (The Spaceship Company) | SpaceShipThree                  | avió espacial    | WhiteKnightTwo        | avió                  | LEO (o lliurador de passatgers en subòrbita) | ?                    | proposat           | [ 26 ]                                                               |
| Space Adventures i Myasishchev Design Bureau                | Explorer (Cosmopolis XXI, C-21) | avió espacial    | M-55X                 | avió                  | subòrbita                                    | 5                    | en desenvolupament | [ 27 ]                                                               |
| Space Transport Corp.                                       | Rubicon I                       | coet             | autopropulsat (SSTSO) | autopropulsat (SSTSO) | subòrbita                                    | 3                    | cancel·lat         |                                                                      |
| SpaceDev                                                    | Dream Chaser                    | avió espacial    | Atlas V               | coet                  | LEO                                          | 7                    | en desenvolupament | [ 28 ]                                                               |
| SpaceX                                                      | Dragon                          | càpsula          | Falcon 9              | coet                  | LEO                                          | 7                    | operacional (1/1)  | 1 nau espacial ha estat posat en òrbita i va tornar a la terra       |
| Starchaser Industries                                       | NOVA                            | càpsula          | Starchaser 4          | coet                  | subòrbita                                    | -                    | en proves          | [ 30 ]                                                               |
| Starchaser Industries                                       | Thunderstar                     | càpsula          | Starchaser 5          | coet                  | subòrbita                                    | 3                    | en desenvolupament | [ 31 ]                                                               |
| Starchaser Industries                                       | Thunderbird                     | càpsula          | Starchaser 5          | coet                  | subòrbita                                    | 6                    | en desenvolupament | [ 31 ]                                                               |
| Truax Engineering, Inc.                                     | X-3 Volksrocket                 | càpsula          | Private Enterprise    | coet                  | subòrbita                                    | 1                    | cancel·lat         |                                                                      |
| t/Space                                                     | CXV                             | càpsula          | QuickReach            | coet                  | LEO i òrbita lunar                           | 6                    | en desenvolupament | [ 33 ]                                                               |
| Venturer Aerospace                                          | S-550                           | càpsula          | Falcon 9              | coet                  | LEO                                          | 6                    | cancel·lat         | [ 34 ]                                                               |
| XCOR                                                        | Xerus                           | avió espacial    | autopropulsat (SSTSO) | autopropulsat (SSTSO) | subòrbita                                    | 2                    | cancel·lat         | [ 35 ]                                                               |
| XCOR i RocketShip Tours                                     | Lynx                            | avió espacial    | autopropulsat (SSTSO) | autopropulsat (SSTSO) | subòrbita                                    | 1                    | en desenvolupament | [ 36 ]                                                               |

### Estacions espacials
| Nom empresa privada              | Nom nau espacial                              | Tipus nau espacial | Volum intern                                        | Capacitat passatgers | Estat de la nau    | Ref           |
| -------------------------------- | --------------------------------------------- | ------------------ | --------------------------------------------------- | -------------------- | ------------------ | ------------- |
| Bigelow Aerospace                | Genesis I                                     | Mòdul inflable     | 11.5 m3 (406 cu ft)                                 | no tripulat          | actualment en LEO  | [ 38 ]        |
| Bigelow Aerospace                | Genesis II                                    | Mòdul inflable     | 11.5 m3 (406 cu ft)                                 | no tripulat          | actualment en LEO  | [ 40 ]        |
| Bigelow Aerospace                | Galaxy                                        | Mòdul inflable     | 16.7 m3 (590 cu ft)                                 | no tripulat          | cancel·lat         | [ 42 ]        |
| Bigelow Aerospace                | Sundancer                                     | Mòdul inflable     | 180 m3 (6,357 cu ft)                                | 3                    | cancel·lat         | [ 43 ]        |
| Bigelow Aerospace                | BA 330                                        | Mòdul inflable     | 330 m3 (11,654 cu ft)                               | 6                    | en desenvolupament | [ 44 ]        |
| Bigelow Aerospace                | BA 2100                                       | Mòdul inflable     | 2,100 m3 (74,161 cu ft)                             | 16                   | proposat           |               |
| Excalibur Almaz                  | Derivatiu d'Almaz                             | Mòdul rígid        | ?                                                   | 3                    | en desenvolupament | [ 10 ] [ 11 ] |
| Galactic Suite Ltd.              | Galactic Suite                                | Mòdul rígid        | ?                                                   | 6                    | proposat           | [ 45 ]        |
| Orbital Technologies/RSC Energia | Orbital Technologies Commercial Space Station | Mòdul rígid        | El primer mòdul CSS serà amb volum sobre els 20 m³. | 7                    | en desenvolupament | [ 46 ]        |

### Vehicles de llançament
| Nom de l'empresa                                      | Nom llançador    | Tipus llançador | Núm. de etapes | Altura màxima        | Estat llançador    | Vol inaugural   | Ref           |
| ----------------------------------------------------- | ---------------- | --------------- | -------------- | -------------------- | ------------------ | --------------- | ------------- |
| AirLaunch LLC                                         | QuickReach       | coet            | 2              | LEO                  | en desenvolupament | ?               | [ 47 ]        |
| ARCA                                                  | Haas 2b          | coet petit      | 1              | subòrbita            | en desenvolupament | ?               | [ 1 ]         |
| ARCA                                                  | Super Haas       | coet mitjà      | 2              | LEO                  | en desenvolupament | ?               | [ 2 ]         |
| Beal Aerospace                                        | BA-2             | coet mitjà      | 3              | GTO                  | cancel·lat         | ?               | [ 48 ]        |
| Canadian Arrow                                        | Canadian Arrow   | coet            | 2              | LEO                  | cancel·lat         | ?               | [ 49 ]        |
| DIRECT                                                | Leviathan-140    | coet            | 2              | GTO                  | en desenvolupament | ?               | [ 50 ]        |
| Galaxy Express                                        | GX               | coet mitjà      | 2              | SSO                  | cancel·lat         | ?               | [ 51 ]        |
| Interorbital Systems                                  | Sea Star TSAAHTO | coet lleuger    | 2½             | LEO                  | en desenvolupament | ?               | [ 52 ]        |
| Interorbital Systems                                  | Neptune 30       | light rocket    | multi          | LEO                  | proposat           | ?               | [ 14 ]        |
| Interorbital Systems                                  | Neptune 1000     | coet mitjà      | multi          | òrbita lunar         | proposat           | ?               | [ 14 ]        |
| Interorbital Systems                                  | Neptune TSAAHTO  | coet pesat      | 2½             | òrbita lunar         | proposat           | ?               | [ 14 ]        |
| Lockheed Martin                                       | VentureStar      | coet mitjà      | 1              | LEO                  | cancel·lat         | ?               | [ 53 ]        |
| Orbital Sciences Corp.                                | Taurus I         | coet lleuger    | 4              | LEO                  | operacional (6/9)  | 1989            | [ 54 ]        |
| Orbital Sciences Corp.                                | Antares          | coet mitjà      | 3              | LEO                  | en desenvolupament | 2012 (planejat) | ?             |
| Orbital Transport & Raketen AG                        | OTRAG            | coet mitjà      | variable       | LEO                  | retirat            | 1977            | [ 55 ]        |
| Rocket Lab                                            | ATEA-1           | coet lleuger    | 2              | subòrbita            | operacional (1/1)  | 2009            | [ 56 ] [ 57 ] |
| Scorpius Space Launch Company (Spin-off de Microcosm) | SR-M             | coet lleuger    | 1              | subòrbita            | operacional        | ?               | [ 58 ]        |
| Scorpius Space Launch Company (Spin-off de Microcosm) | Sprite           | coet lleuger    | -              | -                    | en proves          | ?               | [ 58 ]        |
| Scorpius Space Launch Company (Spin-off e Microcosm)  | Liberty          | coet lleuger    | -              | -                    | en desenvolupament | ?               | [ 58 ]        |
| Scorpius Space Launch Company (Spin-off de Microcosm) | Exodus           | coet mitjà      | -              | -                    | en desenvolupament | ?               | [ 58 ]        |
| Scorpius Space Launch Company (Spin-off de Microcosm) | Space Freighter  | coet mitjà      | -              | -                    | proposat           | ?               | [ 58 ]        |
| Space Services Inc. of America                        | Percheron        | coet lleuger    | 1              | subòrbita            | cancel·lat         | ?               | [ 59 ]        |
| Space Services Inc. of America                        | Conestoga 1620   | coet mitjà      | 4              | LEO                  | cancel·lat         | ?               | [ 59 ]        |
| Space Transport Corp.                                 | Spartan          | coet lleuger    | 3              | subòrbita            | cancel·lat         | ?               |               |
| SpaceX                                                | Falcon 1         | coet lleuger    | 2              | LEO                  | operacional (2/5)  | 2008            | [ 60 ]        |
| SpaceX                                                | Falcon 1e        | coet lleuger    | 2              | LEO                  | en proves          | 2011 (planejat) | [ 60 ]        |
| SpaceX                                                | Falcon 5         | coet mitjà      | 2              | GTO                  | cancel·lat         | ?               | [ 61 ]        |
| SpaceX                                                | Falcon 9         | coet mitjà      | 2              | GTO                  | operacional (3/3)  | 2010            | [ 62 ]        |
| SpaceX                                                | Falcon Heavy     | coets pesats    | 2+impulsors    | òrbita lunar         | en desenvolupament | 2013 (planejat) | [ 62 ]        |
| Texas Spacelines Inc / TSI.                           | Sol Cazador      | coet lleuger    | 7              | HEO/lunar/escapament | en desenvolupament | ?               | [ 63 ]        |

### Mòdul de descens, astromòbils i sondes
| Nom de l'empresa        | Nom vehicle    | Tipus vehicle    | Estat vehicle      | Ref    |  |
| ----------------------- | -------------- | ---------------- | ------------------ | ------ |  |
| Armadillo Aerospace     | nau sense nom  | mòdul coet       | en proves          | [ 3 ]  |  |
| BlastOff! Corporation   | Lunar 1        | astromòbil       | cancel·lat         | [ 64 ] |  |
| Odyssey Moon            | MoonOne (M-1)  | astromòbil       | en desenvolupament | [ 65 ] |  |
| Astrobotic Technology   | Artemis Lander | mòdul de descens | en desenvolupament | [ 66 ] |  |
| Astrobotic Technology   | Red Rover      | astromòbil       | en desenvolupament | [ 67 ] |  |
| Team Italia             |                | astromòbil       | en desenvolupament | [ 68 ] |  |
| Micro Space             |                |                  | en desenvolupament | [ 69 ] |  |
| Next Giant Leap         |                |                  | en desenvolupament | [ 70 ] |  |
| Team FREDNET            |                |                  | en desenvolupament | [ 71 ] |  |
| TransOrbital            | TrailBlazer    | orbitador lunar  | cancel·lat         | [ 72 ] |  |
| ARCASPACE               | ELE            | orbitador lunar  | en desenvolupament | [ 73 ] |  |
| Lunatrex                |                |                  | en desenvolupament | [ 74 ] |  |
| Chandah                 |                |                  | en desenvolupament | [ 75 ] |  |
| Advaeros                |                |                  | en desenvolupament | [ 76 ] |  |
| STELLAR                 |                |                  | en desenvolupament | [ 77 ] |  |
| JURBAN                  |                |                  | en desenvolupament | [ 78 ] |  |
| Omega Envoy             |                |                  | en desenvolupament | [ 79 ] |  |
| Independence-X          |                |                  | en desenvolupament | [ 80 ] |  |
| SYNERGY MOON            |                |                  | en desenvolupament | [ 81 ] |  |
| Euroluna                | ROMIT          |                  | en desenvolupament | [ 82 ] |  |
| Team Selene             | LuRoCa 1       | cotxe coet       | en desenvolupament | [ 83 ] |  |
| SCSG                    |                |                  | cancel·lat         | [ 84 ] |  |
| Quantum3                |                |                  | cancel·lat         | [ 85 ] |  |
| Puli Space Technologies | Puli           | astromòbil       | recaptació de fons | [ 86 ] |  |

### Vehicles d'investigació i demostració
| Nom de l'empresa     | Nom del vehicle | Propòsit del vehicle                                        | Estat del vehicle          | Ref    |
| -------------------- | --------------- | ----------------------------------------------------------- | -------------------------- | ------ |
| ARCA                 | Demonstrator 2b | demostren motor de monopropelent reutilitzable              | retirat                    |        |
| Armadillo Aerospace  | Quad            | demostrar VTOL                                              | operacional                |        |
| Blue Origin          | Goddard         | demostrar VTOL                                              | operacional                |        |
| Interorbital Systems | Neutrino        | sistemes en proves                                          | operacional                |        |
| Interorbital Systems | Tachyon         | sistemes en proves                                          | operacional                | [ 87 ] |
| Lockheed Martin      | X-33            | demostrar SSTO                                              | cancel·lat                 |        |
| Masten Space Systems | XA-0.1          | demostrar VTOL                                              | retirat                    |        |
| Masten Space Systems | XA-0.1B         | Lunar Lander Challenge Nivell 1                             | operacional                |        |
| Masten Space Systems | XA-0.1E         | Lunar Lander Challenge Nivell 2, vols comercials precursors | operacional                |        |
| Masten Space Systems | XA-0.1E2        | vols comercials                                             | en desenvolupament         |        |
| McDonnell Douglas    | DC-X            | demostrar VTOL                                              | retirat (11 vols de prova) |        |
| Rotary Rocket        | Roton ATV       | demostrar VTOL                                              | retirat (3 vols de prova)  |        |
| Space Services Inc.  | Conestoga I     | sistemes en proves                                          | retirat (1 prova)          | [ 59 ] |
| Swedish Space Corp.  | Maxus           | capacitat de càrrega de 700 km                              | operacional                |        |
| Swedish Space Corp.  | Maser           | capacitat de càrrega de 300 km                              | operacional                |        |
| UP Aerospace         | SpaceLoft XL    | capacitat de càrrega de 140 km                              | operacional                | [ 88 ] |

### Mineria espacial
| Nom de l'empresa          | Objecte per a ser explotat | Vehicle explotador | Estat explotació | Ref |
| ------------------------- | -------------------------- | ------------------ | ---------------- | --- |
| Deep Space Industries     | Desconegut                 | Desconegut         | Desconegut       |     |
| Shackleton Energy Company | Lluna                      | Desconegut         | Desconegut       |     |
| Moon Express              | Lluna                      | Desconegut         | Desconegut       |     |
| Planetary Resources       | Desconegut                 | Desconegut         | Desconegut       |     |

## Fabricants de propulsió
| Nom de l'empresa          | Motor                                | Tipus de motor                | Aplicacions                                                                                                  | Ref    |
| ------------------------- | ------------------------------------ | ----------------------------- | --- | ------ |
| Ad Astra Rocket Company   | VASIMR                               | magnetoplasma                 | |        |
| AE Aerospace              | HIRE                                 | coet de ions híbrids          | |        |
| AE Aerospace              | Scearamjet                           | Scramjet elèctric             | |        |
| American Rocket Company   |                                      | coet híbrid                   | L'empresa es va declarar insolvent i va ser tancat al maig de 1996. El seu llinatge és part de SpaceShipOne. |        |
| ARCA                      | Executor (motor de coet)             | Oxigen líquid/RP-1            | IAR 111, Haas 2, Haas 2b, Super Haas                                                                         |        |
| The Elwing Company        | Propulsor de plasma sense elèctrodes | Propulsió elèctrica           | pot ser utilitzat per a futures missions a Mart                                                              |        |
| Firestar Technologies     |                                      |                               | |        |
| Reaction Engines Ltd.     | SABRE                                | coet prerefredat              | previst per ser utilitzat en Skylon                                                                          | [ 94 ] |
| Sierra Nevada Corporation | RocketMotorTwo                       | coet híbrid                   | SpaceShipTwo                                                                                                 |        |
| SpaceDev                  |                                      | coet híbrid                   | SpaceShipOne                                                                                                 |        |
| SpaceX                    | Kestrel (motor de coet)              | Oxigen líquid/RP-1            | Falcon 1 segona etapa                                                                                        |        |
| SpaceX                    | Merlin (motor de coet)               | Oxigen líquid/RP-1            | Falcon 1, Falcon 9, Falcon 9 Heavy primera etapa                                                             |        |
| SpaceX                    | Merlin Vacuum                        | Oxigen líquid/RP-1            | Falcon 9, Falcon 9 Heavy segona etapa                                                                        |        |
| SpaceX                    | Raptor (etapa del coet)              | Oxigen líquid/Hidrogen líquid | A Juliol 2009, s'estava fent treballs conceptuals preliminars.                                               |        |

## Llançadors de satèl·lits
- Arianespace - Ariane, Vega
- Eurockot Launch Services - Rockot
- International Launch Services - Proton
- ISC Kosmotras - Dnepr
- Orbital Sciences Corporation - llançadors propis
- SpaceX - llançadors propis
- Sea Launch (i la filial Land Launch) - Zenit
- Starsem - Soiuz

## Empreses de naus espacials
| Nom de l'empresa     | Amb contracte de  | Vehicles utilitzats                      | Estat                           |
| -------------------- | ----------------- | ---------------------------------------- | ------------------------------- |
| Benson Space Company | SpaceDev          | Dream Chaser                             | Coet híbrid                     |
| MirCorp              | res               | Soyuz TM, Progress M1 i Mir              | desapareguda, Mir tret d'òrbita |
| Space Adventures     | res               | Soyuz i l'Estació espacial internacional | actiu (6 turistes enviats)      |
| RocketShip Tours     | XCOR              | Lynx rocketplane                         | espera per al maquinari         |
| Virgin Galactic      | Scaled Composites | SpaceShipTwo                             | espera per al maquinari         |

## Fabricants de components de naus espacials
- Andrews Space
- EADS Astrium Satellites
- EADS Astrium Space Transportation
- Rocketstar Robotics, Inc.
- Thortek Laboratories, Inc.
- Starsys (es va fusionar amb SpaceDev)
- SpaceDev
- SpaceQuest, Ltd.
- Talis Enterprises, Ltd.